# 伦敦白银协定
《伦敦白银协定》（英語：the London Agreement on Silver），也称《国际白银协定》、《白银协定》、《八国白银协定》，是8个产银国与用银国之间于1933年7月22日伦敦经济会议上达成的协议，其宣称主旨是维持世界银价的稳定，实际上是由美国代表白银参议员毕德门起草并在会议外达成。协定规定澳大利亚、加拿大、美国、墨西哥、秘鲁5个产银国和中国、印度、西班牙3个用银国需要在1934至1938年4年间遵守协定，合作维持银价稳定，产银国不得在条约有效期内出售白银，产银5国应该合计在市场购买3500万盎司纯银，其中美国在协定中承诺购买24421410盎司白银，中国则不得出售白银。:111-116